# باشگاه فوتبال شهرداری لنگرود
باشگاه فوتبال شهرداری لنگرود، یک باشگاه فوتبال ایرانی در لنگرود است. در سال ۹۴، علی رغم باقی ماندن شهرداری لنگرود در لیگ دسته دوم، سپیدرود پروانه این باشگاه را خریداری کرد و شهرداری لنگرود در لیگ دسته سوم شرکت کرد.

## عملکرد

### لیگ دسته دوم
- ۸۳–۱۳۸۲ : پنجم / گروه شمال
- ۸۴–۱۳۸۳ : اول / گروه ۱ / صعود
- ۱۳۸۳-۸۴: جام حذفی

### لیگ آزادگان
- ۸۵–۱۳۸۴ : دوازدهم / گروه ب / سقوط

### لیگ دسته دوم
- ۸۹–۱۳۸۸ : چهارم / گروه ب
- ۹۰–۱۳۸۹ : شانزدهم / گروه الف / سقوط

### لیگ دسته سوم
- ۹۱–۱۳۹۰ : دوم / گروه ۲ / صعود

### لیگ دسته دوم
- ۹۲–۱۳۹۱ : نهم / گروه الف
- ۹۳–۱۳۹۲ : دهم / گروه الف / سقوط

## همچنین ببینید
- جام حذفی